# 23. šahovska olimpijada
23. šahovska olimpijada je potekala leta 1978 v Buenos Airesu (Argentina).
Madžarska je osvojila prvo mesto, Sovjetska zveza drugo in ZDA tretje.
Sodelovalo je 388 šahistov v 66 reprezentancah; odigrali so 1.848 partij.